# Избасханов, Кылышбек Сатылганович
Кылышбек Сатылганович Избасханов (каз. Қылышбек Сатылғанұлы Ізбасханов, 26 октября 1953, с. Кзыл-Уй, Ленгерский район, Южно-Казахстанская область, КазССР) — казахстанский государственный деятель. Почетный металлург СССР. 

## Биография
Избасханов Кылышбек Сатылганович родился 26 октября 1953 года в селе Кзыл-Уй Ленгерского района Южно-Казахстанской области. По национальности казах.

### Образование
В 1975 году окончил Казахский политехнический институт им. В. И. Ленина по специальности инженер-металлург. 

### Трудовая деятельность
Трудовую деятельность начал обжигальщиком на Усть-Каменогорском свинцово-цинковом комбинате. Прошел путь от плавильщика до директора Чимкентского свинцового завода (1976–1991 гг.). 
В 1991–1993 гг. возглавлял Государственный комитет по государственному имуществу Республики Казахстан, затем руководил холдинговой компанией «Аксункар».
С января 1996 года занимал пост заместителя акима Южно-Казахстанской области
14 декабря 1997 года был назначен акимом города Шымкент. В этот период в городе началось обновление коммунальной инфраструктуры и поднимались вопросы модернизации промышленных предприятий. Несмотря на сохранявшиеся экономические сложности, предпринимались попытки возрождения производственного сектора.
В мае 1999 года назначен председателем комитета по регулированию естественных монополий и защите конкуренции по Южно-Казахстанской области.
В ноябре 2000 года был назначен заместителем акима области. 
Позже занимал руководящие посты в национальных компаниях «Казахстан темир жолы», «Казахстан инжиниринг» и АО «Тау-Кен Самрук». С момента создания АО «Тау-Кен Самрук» работал управляющим директором по реализации проектов и заместителем Председателя Правления по производственной деятельности.
С 23 февраля 2021 года является независимым директором Совета директоров АО «QazIndustry». 
В 2022 году избран председателем Совета директоров АО «Фонд развития промышленности». Председатель комитета по стратегическому планированию и корпоративному развитию, член комитета по рискам, комитета по кадрам, вознаграждениям и социальным вопросам, комитета по аудиту Совета директоров АО «Фонд развития промышленности».

## Общественная деятельность
Член ЦКК КПСС (1990–1991 гг.), кандидат в народные депутаты СССР (1989 г.).

## Награды
Награжден орденами «Құрмет», «Парасат», почетными знаками «Құрметті машина жасаушы» и «Почетный металлург СССР». 